# Chella
Chella – gmina w Hiszpanii, w prowincji Walencja, we wspólnocie autonomicznej Walencja, o powierzchni 43,49 km². W 2011 roku liczyła 2776 mieszkańców.